# Sidi Mzal
Sidi Mzal  (in arabo سيدي امزال‎?) è un centro abitato e comune rurale del Marocco, situato nella provincia di Taroudant, regione di Souss-Massa. Conta una popolazione di 1 701 abitanti (censimento 2014).